# Пувирнитук
Пувирнитук (англ. Puvirnituq, фр. Puvirnituq, инуктитут ᐳᕕᕐᓂᑐᖅ) — деревня в Канаде.

## География, этимология
Пувирнитук находится в районе Нунавик на севере Квебека, Канада, в месте впадения реки Повунгнитук в Гудзонов залив, в западной части полуострова Унгава. Деревню обслуживает одноимённый аэропорт, автомобильных дорог до деревни не проложено. Площадь деревни составляет 111,5 км², из них 25,76 км² занимают открытые водные пространства.
Пувирнитук в переводе с языка инуктитут означает «место, где пахнет тухлым мясом». Точное происхождение такого необычного названия неясно, возможно, когда-то в этом месте река вынесла на берег большое количество карибу, погибших при переправе через неё выше по течению; или же эти места посетила эпидемия, и живые были не в силах хоронить мёртвых.

## История
В 1921 году на месте будущей деревни Компания Гудзонова залива (КГЗ) основала торговый пост под названием Повунгнитук (его часто сокращали до Пов). Постепенно сюда начало стягиваться местное население для обустройства постоянного жилья, и в 1951 году КГЗ открыла здесь первый универсальный магазин. В 1956 году в Пувирнитуке была основана первая католическая миссия. 2 сентября 1989 года за населённым пунктом был утверждён статус «северная деревня». По состоянию на 2006 год в деревне проживало 1457 человек, на 2011 год — 1692 человека, по оценочным данным 2013 года — 1756 человек.
- Больница
- Школа
- Универсам